# Juliusz Englert
Juliusz Ludwik Englert (ur. 7 września 1927 w Warszawie, zm. 13 stycznia 2010 w Londynie) – polski fotograf, edytor, autor wystaw fotograficznych, poświęconych II wojnie światowej, działacz emigracyjny w Wielkiej Brytanii.

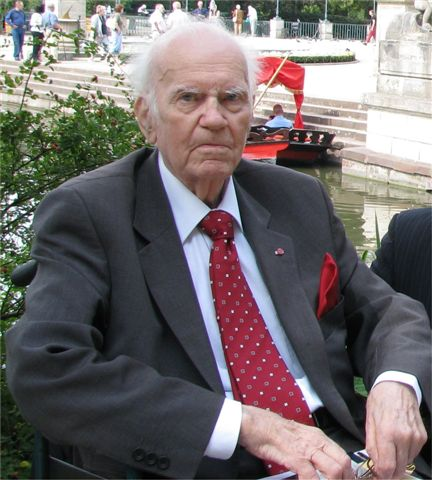
Juliusz L. Englert w Warszawie 3 września 2009

## Życiorys
Urodził się w rodzinie Adama i Wandy z Rotwandów (1892–1962). Był bratem Józika Jana (1919–1920) i Andrzeja Adama – powstańca warszawskiego, żołnierza batalionu AK „Miotła”, ps. „Andrzejek”. Absolwent XXXVIII Szkoły Powszechnej im. Marii Curie-Skłodowskiej. Podczas okupacji uczył się w Prywatnej Męskiej Szkoły Graficznej I stopnia. W czasie II wojny światowej, jako żołnierz 2 kompanii „Czesław” batalionu „Wigry” Armii Krajowej był uczestnikiem powstania warszawskiego. Po upadku powstania trafił do obozu jenieckiego. Wyzwolony przez wojska alianckie przedostał się do Włoch i wstąpił do 2 Korpusu Polskiego gen. Władysława Andersa.
Od 1946 przebywał na emigracji w Wielkiej Brytanii. Ukończył Borough Polytechnic Institute w Londynie.
Inicjator i autor ponad stu wystaw fotograficznych w Polsce i Wielkiej Brytanii, poświęconej II wojnie światowej i wybitnym Polakom. Inicjator i współautor wielu albumów fotograficznych (m.in. o gen. Władysławie Andersie, Józefie Piłsudskim, gen. Stanisławie Maczku, gen. Tadeuszu Borze-Komorowskim i gen. Władysławie Sikorskim). Projektant okładek książek.
Członek Rady Naukowej Instytutu Polskiego i Muzeum im. gen. Sikorskiego w Londynie oraz członek Rady Naukowej Instytutu Marszałka Józefa Piłsudskiego w Nowym Jorku.
15 sierpnia 2007 awansowany do stopnia majora w stanie spoczynku. Mieszkał w Londynie. Zmarł 13 stycznia 2010 w Londynie, a pogrzeb odbył się 26 stycznia tego roku w stolicy Wielkiej Brytanii. Był żonaty z Margaret.
Jego archiwum znajduje się m.in. w Narodowym Archiwum Cyfrowym i Bibliotece Jagiellońskiej.

## Ordery i odznaczenia
- Krzyż Komandorski Orderu Odrodzenia Polski (12 maja 2007)[7]
- Krzyż Kawalerski Orderu Odrodzenia Polski (3 maja 1990)[8]
- Krzyż Oficerski Orderu Zasługi Rzeczypospolitej Polskiej (23 listopada 1993)[9]
- Złoty Krzyż Zasługi (1975)[10]
- Krzyż Armii Krajowej[2]
- Order Świętego Jana Jerozolimskiego[2]
- inne odznaczenia[2]

## Opracowania
- Pastor Poloniae Stefan Kardynał Wyszyński. Album pamiątkowy (wspólnie z Andrzejem Jonscherem; OO. Marianie, Londyn 1982, ISBN)
- Ex-libris polski na obczyźnie. Kongres Kultury, Londyn 1985 (katalog wystawy; tekst, układ i oprawa graficzna katalogu Juliusz L. Englert; indeksy Jan Janus Krasnodębski, Juliusz L. Englert; Kongres Kultury Polskiej, Londyn 1985)
- Ave Maria. Poświęcenie Polskiego Kościoła na Ealingu pod wezwaniem Najświętszej Maryi Panny Matki Kościoła / Dedication of the Polish Church in Ealing to Our Lady Mother of the Church (wspólnie z Andrzejem Jonscherem; Marian Father, Londyn 1986)
- Ave Maryja. Wydawnictwo pamiątkowe w dwudziestopięciolecie śmierci Ojca Józefa Jarzębowskiego Marianina (pod red. i w oprac. graf. Juliusza L. Englerta; przy współpracy Zofii Orłowskiej i Piotra Sochy; wyd. staraniem A. Papużyńskiego oraz jego współpracowników ; zdj. wykonali Czesław Banaszkiewicz i inni; Księża Marianie, Fawley Court, 1989)
- Generał Maczek i żołnierze I Dywizji Pancernej (album fotografii archiwalnych; wspólnie z Krzysztofem Barbarskim; Instytut Polski-Muzeum im. Gen. Sikorskiego, Londyn 1992, ISBN 0-85065-235-9; Warszawa 1992)
- Generał Bór-Komorowski (album fotografii archiwalnych; Polska Fundacja Kulturalna, Londyn 1994, ISBN 0-85065-265-0)
- Zamek Królewski w czasach Drugiej Rzeczypospolitej (Zamek Królewski w Warszawie, Warszawa 1994, ISBN 83-7022-041-X)
- Generał Sosabowski (album fotografii archiwalnych; wspólnie z Krzysztofem Barbarskim; Londyn 1996)
- Szkoła Podchorążych Sanitarnych (album fotografii archiwalnych; wspólnie z Aleksandrem Domar-Domaradzkim; Polska Fundacja Kulturalna – Instytut Polski i Muzeum im. gen. Sikorskiego, Londyn 1997, ISBN 0-85065-322-3)
- Generał Sosabowski. Major Sosabowski (album fotografii archiwalnych; wspólnie z Krzysztofem Barbarskim; Londyn 2001)
- Generał Sikorski, premier – Naczelny Wódz (album fotografii archiwalnych; wspólnie z Reginą Oppman i Bohdanem Wrońskim; Londyn 1981; Instytut Polski i Muzeum im. gen. Sikorskiego – Oficyna wydawnicza „Rytm”, Warszawa 2003, ISBN 83-73-9900-3-8)
- Józef Piłsudski. Komendant – Naczelnik Państwa – pierwszy Marszałek Polski (album fotografii archiwalnych; wspólnie z Grzegorzem Nowikiem; Londyn 1991, Londyn-Warszawa 1993, Londyn 2003; Fundacja Rodziny Józefa Piłsudskiego – Oficyna Wydawnicza Rytm, Warszawa 2007, ISBN 978-83-73-9920-7-8)
- Generał Anders (album fotografii archiwalnych; wspólnie z Krzysztofem Barbarskim; Instytut Polski-Muzeum im. Gen. Sikorskiego, 1990, ISBN 0-902508-17-2; Instytut Polski – Muzeum im. Gen. Sikorskiego – Nowe Wydawnictwo Polskie, Londyn-Warszawa 1991, ISBN 83-85-1352-1-9, ISBN 83-85-1352-0-0; Instytut Polski i Muzeum im. gen. Sikorskiego – Wydawnictwo Sejmowe, Londyn – Warszawa 2007, ISBN 978-83-70-5983-5-8)